# Paris Barclay

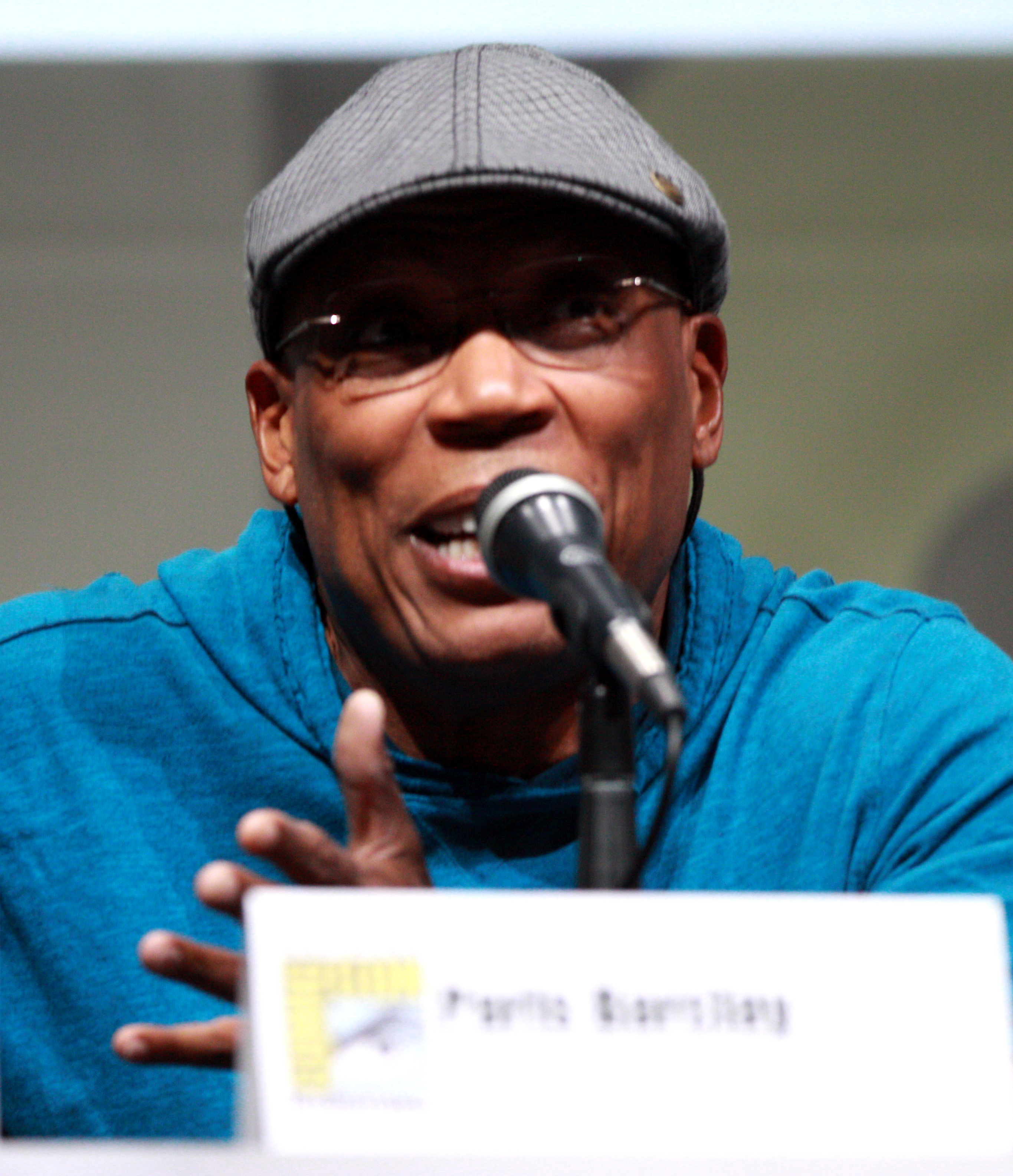
Paris Barclay (2013)

Paris Barclay (* 30. Juni 1956 in Chicago, Illinois) ist ein US-amerikanischer Fernsehregisseur und Filmproduzent. Von 2013 bis 2017 war er Präsident der Directors Guild of America.

## Leben
Barclay wurde 1956 in Chicago geboren. Er besuchte die La Lumiere School in La Porte, Indiana. Danach studierte er am Harvard College, wo er unter anderem im Universitätschor Harvard Krokodiloes teilnahm. In dieser Zeit schrieb Barclay mehrere Musikkompositionen. Nach seiner Studienzeit begann er in Kalifornien in der Unterhaltungs- und Werbungsbranche tätig zu werden. In den 1990er Jahren arbeitete er lange Zeit mit Steven Bochco zusammen. Barclay führte seit Anfang der 1990er in verschiedenen Fernsehproduktionen die Regie: CSI: Den Tätern auf der Spur, The Mentalist, Sons of Anarchy, Emergency Room – Die Notaufnahme, The West Wing, New York Cops – NYPD Blue, The Shield – Gesetz der Gewalt, Lost, Cold Case – Kein Opfer ist je vergessen, Dr. House und In Treatment – Der Therapeut. Bei der Fernsehproduktion Cold Case war Barclay zugleich Produzent. Barclay lebt offen homosexuell in Kalifornien.

## Filmografie (Auswahl)
- 1996: Hip Hop Hood – Im Viertel ist die Hölle los (Don't Be a Menace to South Central While Drinking Your Juice in the Hood)
- 1996–2000: Emergency Room – Die Notaufnahme (ER, Fernsehserie)
- 1997–1999: New York Cops – NYPD Blue (NYPD Blue, Fernsehserie)
- 2000–2002: The West Wing – Im Zentrum der Macht (The West Wing, Fernsehserie)
- 2005–2007: Cold Case – Kein Opfer ist je vergessen (Cold Case, Fernsehserie)
- 2005: Dr. House (House, Fernsehserie)
- 2003–2007: The Shield – Gesetz der Gewalt (The Shield, Fernsehserie)
- 2007–2008: Monk (Fernsehserie, 2 Episoden)
- 2007–2009: CSI: Den Tätern auf der Spur (CSI: Crime Scene Investigation, Fernsehserie)
- 2007: Lost (Fernsehserie)
- 2008: The Mentalist (Fernsehserie)
- 2008–2014: Sons of Anarchy
- 2008–2010: In Treatment – Der Therapeut (In Treatment, Fernsehserie)
- seit 2015: The Bastard Executioner (Fernsehserie)
- 2022: Dahmer – Monster: Die Geschichte von Jeffrey Dahmer (Fernsehserie, 2 Folgen)
- 2022: The Watcher (Fernsehserie, 2 Folgen)

## Auszeichnungen (Auswahl)
- Emmy Awards, 1998 und 1999 für NYPD Blue
- Award der Directors Guild of America für NYPD Blue sowie mehrfache Nominierungen
- GLAAD Media Awards, 2001